# Niphidium crassifolium
Niphidium crassifolium är en stensöteväxtart som först beskrevs av Carolus Linnaeus, och fick sitt nu gällande namn av David Bruce Lellinger. Niphidium crassifolium ingår i släktet Niphidium och familjen Polypodiaceae. Inga underarter finns listade.

## Bildgalleri

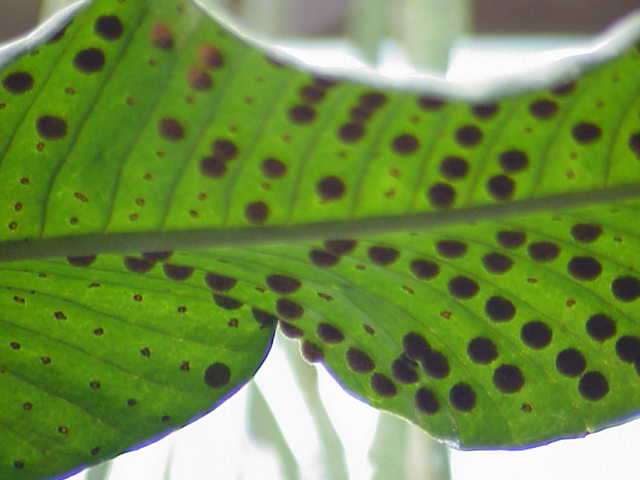